# عصوية ذهبية مرتوية
عصوية ذهبية مرتوية (الاسم العلمي: Chryseobacterium rigui) هي نوع من البكتيريا، سلبية الغرام، تتبع جنس عصوية ذهبية.